# Microproxiaraneus annulatus
Microproxiaraneus
Genre
Espèce
Microproxiaraneus annulatus, unique représentant du genre Microproxiaraneus, est une espèce fossile d'araignées aranéomorphes de la famille des Zarqaraneidae.

## Distribution
Cette espèce a été découverte dans de l'ambre de Birmanie. Elle date du Crétacé.

## Description
Le mâle holotype mesure 1,3 mm.

## Liste des genres de la famille Zarqaraneidae
Selon The World Spider Catalog 19.5 :
- † Alteraraneus Wunderlich, 2018
- † Burmaforceps Wunderlich, 2018
- † Converszarqaraneus Wunderlich, 2018
- † Cornicaraneus Wunderlich, 2018
- † Crassitibia Wunderlich, 2015
- † Curvitibia Wunderlich, 2015
- † Groehnianus Wunderlich, 2015
- † Hypotheridiosoma Wunderlich, 2012
- † Microproxiaraneus Wunderlich, 2018
- † Parvispina Wunderlich, 2015
- † Paurospina Wunderlich, 2018
- † Proxiaraneus Wunderlich, 2018
- † Ramozarqaraneus Wunderlich, 2018
- † Spinicymbium Wunderlich, 2018
- † Zarqaraneus Wunderlich, 2008

## Publication originale
- Wunderlich & Müller, 2018 : Fossil spiders (Araneae) in Cretaceous Burmese amber. Beiträge zur Araneologie, vol. 11, p. 1–167 (en).